# Siergiej Łomakin
Siergiej Markiełowicz Łomakin (ros. Сергей Маркелович Ломакин, ur. 25 września 1934 we wsi Gorodieckoje w obwodzie riazańskim, zm. 12 listopada 2016 w Żukowskim) – radziecki bokser, medalista mistrzostw Europy z 1969.
Zdobył brązowy medal w kategorii lekkiej (do 60 kg) na mistrzostwach Europy w 1969 w Bukareszcie, gdzie po wygraniu dwóch walk przegrał w półfinale z późniejszym mistrzem Calistratem Cuțovem z Rumunii.
Był mistrzem ZSRR w wadze lekkiej w 1968 i 1969 oraz brązowym medalistą w 1966.
Po zakończeniu kariery bokserskiej pracował jako trener.